# Linia kolejowa nr 380
Linia kolejowa nr 380 – niezelektryfikowana, jednotorowa linia kolejowa znaczenia miejscowego łącząca stację Jankowa Żagańska z punktem granicznym w okolicach Sanic.
Na odcinku do kilometra 23,500 jest dodatkowo linią o znaczeniu państwowym.

## Historia
Odcinek od Jankowej do Przewozu otwarto w 1895 roku; dalsza część linii została uruchomiona w 1907 roku. Odcinek od Sanic do Niemiec z mostem na Nysie Łużyckiej po II wojnie światowej został zamknięty, a następnie rozebrany; obsługiwano jedynie fragment znajdujący się w granicach ówczesnej PRL. W 1984 ustał całkowicie ruch pasażerski na pozostałej części trasy, przy czym ostatni rozkład jazdy przewidywał kursowanie tylko jednej pary połączeń w relacji Żagań – Wymiarki. Na przełomie XX i XXI wieku linia pozostawała nieprzejezdna.
W latach 2016–2018 przeprowadzono modernizację linii na 22-kilometrowym odcinku Jankowa Żagańska – Przewóz, gdzie odgałęzia się bocznica wojskowa do składu 4 Regionalnej Bazy Logistycznej w miejscowości Potok. W czasie prac wymieniono ok. 24 km torów i 4 rozjazdy, przeprowadzono rewitalizację 45 obiektów inżynieryjnych (w tym 4 mostów), naprawiono nawierzchnię na 30 przejazdach kolejowo-drogowych, wykonano odwodnienie oraz roboty z branż sterowania ruchem kolejowym i elektroenergetycznej. Inwestycja została sfinansowana z kasy Ministerstwa Obrony Narodowej, które łoży środki na utrzymanie linii o dużym znaczeniu dla wojska. 9 grudnia 2018 linia została udostępniona dla ruchu towarowego, tzn. dopuszczony został ruch pociągów z prędkością do 60 km/h (pierwotnie zakładano 40 km/h) i o nacisku na oś do 196 kN. PLK podało, że całkowity koszt inwestycji wyniósł 42,5 mln zł – o 4,5 mln zł więcej niż wyliczyło MON. Ministerstwo Obrony Narodowej komunikat o zakończeniu prac remontowych i oddaniu linii do użytku wydało dopiero 18 stycznia 2019. 